# François-Henri Salomon de Virelade
François-Henri Salomon de Virelade (* 4. Oktober 1620 in Bordeaux; † 2. März 1670 ebenda) war ein französischer Jurist, Oberregierungspräsident, neulateinischer Autor und Mitglied der Académie française.

## Leben und Werk

### Von Bordeaux nach Paris
François-Henri Salomon entstammte einer venezianischen Adelsfamilie, die in vierter Generation in Bordeaux lebte. Er besuchte das Jesuitenkolleg in Bordeaux, studierte Rechtswissenschaft und war von 1638 bis 1647 in Paris Avocat général im Grand Conseil. Als Günstling des Kanzlers Pierre Séguier, der nach Richelieu die Schirmherrschaft über die Académie française übernommen hatte, wurde er 1644 mit 23 Jahren in die Akademie (Sitz Nr. 29) gewählt, ohne eigene Werke vorweisen zu können. 

### Regierungspräsident in Bordeaux
1647 ging er nach Bordeaux zurück, war dort Gerichtspräsident und heiratete Isabeau de Lalanne, die Tochter des Parlementspräsidenten Sarran de Lalanne (1590–1664). 1662 beerbte er seinen Schwiegervater in diesem Amt, das einem Oberregierungspräsidenten gleichkommt. Zu Séguier hielt er brieflich Kontakt und wurde 1654 für seine Dienste mit dem Michaelsorden ausgezeichnet. Besonders intensiv gestaltete sich die Korrespondenz mit Séguier 1659/1660 anlässlich der Reise Ludwig XIV. nach Saint-Jean-de-Luz. In Bordeaux hatte Salomon nicht nur manche Anfeindungen zu ertragen, sondern musste auch mit seiner Schwägerin Marie-Madeleine de Lalanne, Witwe von François de Montpezat, Baron du Freiche († 1654), einen erbitterten Erbstreit austragen. Er starb ohne Nachkommen im Alter von 49 Jahren. 

### Autor. Parisaufenthalt 1667
1665 veröffentlichte Salomon in lateinischer Sprache zwei als sehr informativ beurteilte Untersuchungen zum römischen Rechtswesen. 1667 reiste er ein einziges Mal nach Paris und wurde dort von der Akademie in allen Ehren behandelt.

### Negative Rezeption
Salomon wurde von der Nachwelt verunglimpft und verspottet, weil er 1644 bei der Wahl in die Akademie dem Kandidaten Pierre Corneille vorgezogen worden war, obwohl er selbst nie französische Werke verfasste. Dass Corneille erst 1647 in die Akademie aufgenommen wurde, hatte politische Gründe und keinen Zusammenhang mit der Person Salomons.

## Werke (Auswahl)
- Commentatio de judiciis et poenis Romanorum. Bordeaux 1665, 1695. Den Haag 1719. In: Albert Henri de Sallengre: Novus thesaurus antiquitatum Romanorum. Venedig 1735. (Widmung an Pierre Séguier)
- De officiis vitae civilis Romanorum. Bordeaux 1666. Den Haag 1719. In: Albert Henri de Sallengre: Novus thesaurus antiquitatum Romanorum. Venedig 1735.